# Opération Downfall
Pour les articles homonymes, voir Downfall.
Seconde Guerre mondiale
L'opération Downfall (« opération Chute, ou Effondrement » par traduction littérale en français) est le nom de code d'un plan militaire allié de la Seconde Guerre mondiale, prévoyant l'invasion du Japon. Cette opération fut annulée à la suite de la capitulation du Japon après les bombardements atomiques de Hiroshima et Nagasaki et l'entrée en guerre de l'Union soviétique contre le Japon.
L'opération Downfall comprenait deux phases : l'opération Olympic et l'opération Coronet. Prévue pour débuter à partir du 1er octobre 1945, l'opération Olympic consistait en l'invasion du sud de l'île la plus méridionale du Japon, Kyūshū, par 13 divisions, en utilisant l'île d'Okinawa, récemment envahie, comme base avancée.
Quelques mois plus tard, à compter du 1er mars 1946, l'opération Coronet consistait en l'invasion de la plaine de Kantō, près de Tokyo, sur l'île de Honshū, par 23 divisions. Les bases aériennes de Kyūshū, prises lors de l'opération Olympic, auraient alors permis un soutien aérien important à l'opération Coronet.
La géographie du Japon ne laissait pas d'alternative à cette stratégie et les Japonais furent ainsi capables de prévoir précisément ce plan d'invasion et donc de mettre au point leur propre plan de défense, l'opération Ketsugō. Les Japonais prévirent une défense totale de Kyūshū, laissant peu de réserves disponibles pour d'éventuelles opérations de défense ultérieures.
La prévision des pertes variait énormément, mais restait élevée pour les deux camps : selon le degré d'implication des civils japonais dans la défense de leur pays, les estimations se chiffraient en millions pour les pertes alliées et en dizaines de millions pour les pertes japonaises.

## Planification
La responsabilité de l'organisation du plan « opération Downfall » revient aux commandants américains : l'amiral Chester Nimitz, le général Douglas MacArthur et les chefs d’états-majors interarmées (amiraux Ernest King et William Leahy, ce dernier occupant le poste qui allait devenir celui de chef d'État-Major des armées; et généraux George Marshall et Henry Harley Arnold, ce dernier ayant fait une partie de sa carrière dans l'Army Air Force, la future U.S. Air Force). À ce moment-là, le développement de la bombe atomique restait un secret extrêmement bien gardé, connu seulement de quelques officiels en dehors du Projet Manhattan, et le plan ne le prenait donc pas en compte.
Tout au long de la guerre du Pacifique, et contrairement à ce qui se produisit sur le théâtre européen, les Alliés n'ont jamais été capables de se mettre d'accord sur un unique commandant en chef. Le commandement allié était divisé en régions : par exemple, en 1945, Chester Nimitz était le Commandant en chef Allié de la zone Océan Pacifique, alors que Douglas MacArthur était le Commandant suprême des Alliés de la zone sud-ouest du Pacifique tandis que le commandement de l'Asie du Sud-est était sous la responsabilité du général britannique Louis Mountbatten. Un commandement unifié des deux zones du Pacifique a été jugé nécessaire pour une invasion du Japon. Les chamailleries interservices pour en décider (la Navy voulait que ce fût Nimitz, et l'Army que ce fût MacArthur) furent tellement mouvementées qu'elles menaçaient le plan lui-même. En fin de compte, la Navy céda : MacArthur prendrait le commandement total des forces, si les circonstances le rendaient nécessaire.

### Considérations
Les premiers facteurs que les planificateurs eurent à prendre en compte furent le temps et les pertes (ou comment forcer le Japon à se rendre le plus rapidement possible, et avec le moins de pertes possible côté Alliés). Peu avant la conférence de Québec (1943), une équipe anglo-américaine produisit un plan (« Appréciation et plan pour la défaite du Japon ») qui n'appelait pas à une invasion des îles japonaises avant 1947-1948,. Mais les chefs d’états-majors interarmées américains voyaient cette prolongation de la guerre comme un danger pour le moral de la nation. Ainsi, lors de la conférence de Québec, les membres du Conseil suprême interallié tombèrent d'accord sur le fait qu'il fallait forcer le Japon à capituler moins d'un an après la capitulation allemande.
La Navy montra l'utilité de l'usage d'un blocus et de la force aérienne pour amener le Japon à capituler. Elle proposa des opérations pour capturer les bases aériennes proches, telles Shanghai et la Corée, ce qui fournirait ainsi à l'Army Air Force une série de bases avancées depuis lesquelles il serait possible de bombarder le Japon jusqu'à sa soumission. L'U.S. Army, de son côté, soutint qu'une telle stratégie pourrait « prolonger la guerre indéfiniment » et gaspiller des vies inutilement, et qu'une invasion restait nécessaire. Elle soutenait ainsi une énorme percée directement contre le territoire japonais, sans aucun rapport avec le plan proposé par la Navy. Au bout du compte, le point de vue de l'Army fut adopté.
Physiquement, le Japon représentait une cible imposante, avec peu de plages adaptées à un débarquement. Seule Kyūshū (l'île la plus au sud de l'archipel japonais) et les plages de la plaine du Kantō (situées au sud-ouest et au sud-est de Tokyo) paraissaient convenir à une opération amphibie. Les Alliés décidèrent alors de lancer une invasion en deux temps. L’opération Olympic consisterait en l'attaque de Kyūshū. Des bases aériennes y seraient alors établies, et elles serviraient de tremplin à l’opération Coronet, qui consisterait en l'attaque de la baie de Tokyo.

### Suppositions
Alors que la géographie du Japon ne risquait pas de changer, les forces le défendant restaient un point beaucoup plus difficile à estimer par les stratèges américains. Basées sur des renseignements obtenus début 1945, leurs principales suppositions étaient les suivantes :
- « les opposants dans cette zone seront non seulement les forces armées de l'Empire, mais aussi une population fanatique hostile. »
- « approximativement trois divisions ennemies seront situées dans la partie méridionale de Kyūshū, et trois autres dans la partie septentrionale de l'île, au début de l'opération Olympic. »
- « la totalité des forces ennemies engagées dans la bataille de Kyūshū n'excèdera pas huit à dix divisions, et cette quantité sera rapidement atteinte. »
- « approximativement vingt-et-une divisions ennemies, incluant les divisions de réserve, seront sur Honshū au début de l'opération Coronet, et quatorze d'entre elles pourraient se retrouver aux alentours de la plaine du Kantō. »
- « l'ennemi déplacera probablement sa flotte aérienne pour protéger la mère patrie de nos attaques de neutralisation. Dans de telles circonstances il pourrait amasser de 2 000 à 2 500 avions dans cette zone, qui opèreraient contre Kyūshū depuis des terrains aménagés dans les champs. »

### Olympic

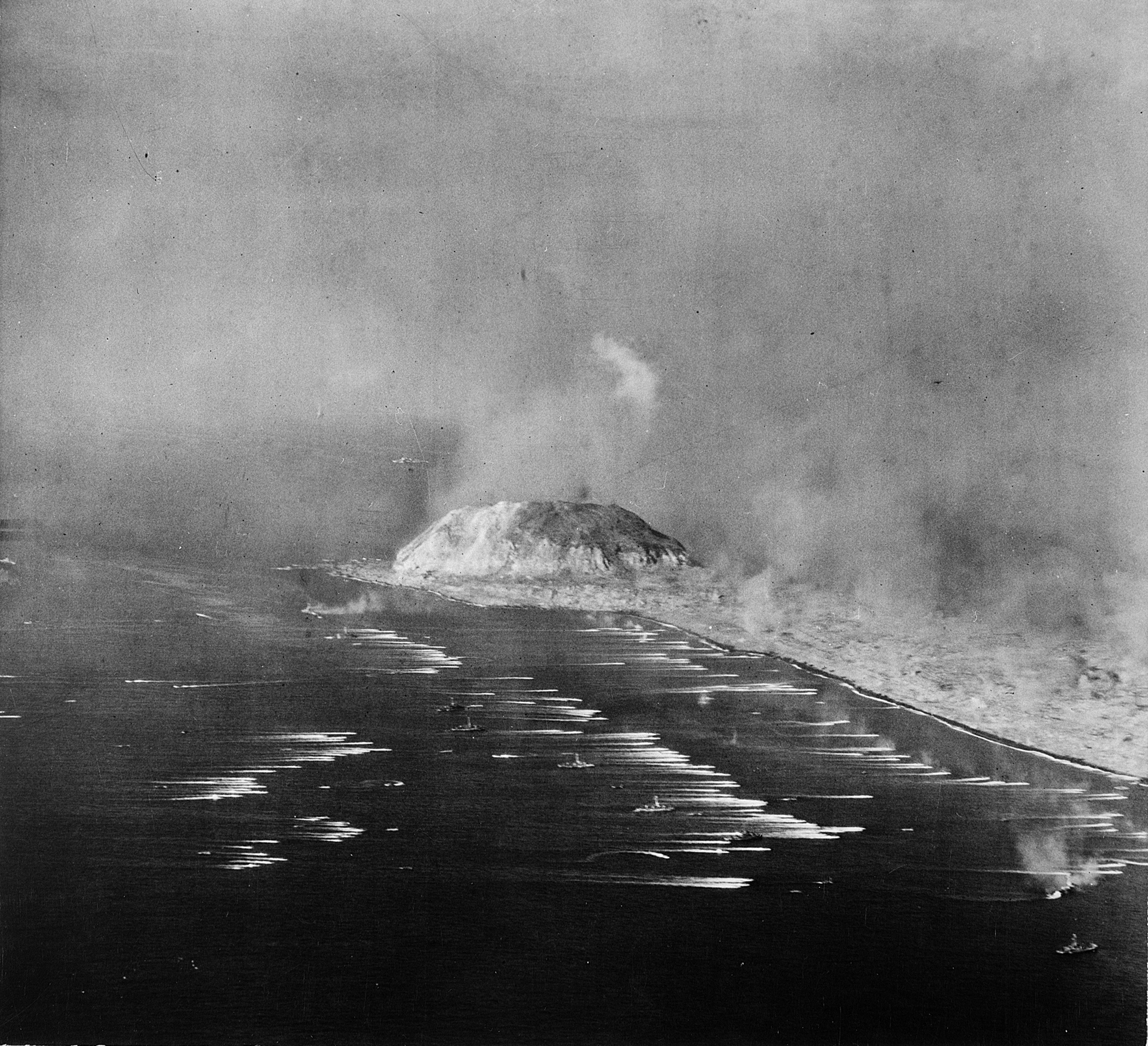
Débarquement américain lors de la bataille d'Iwo Jima.

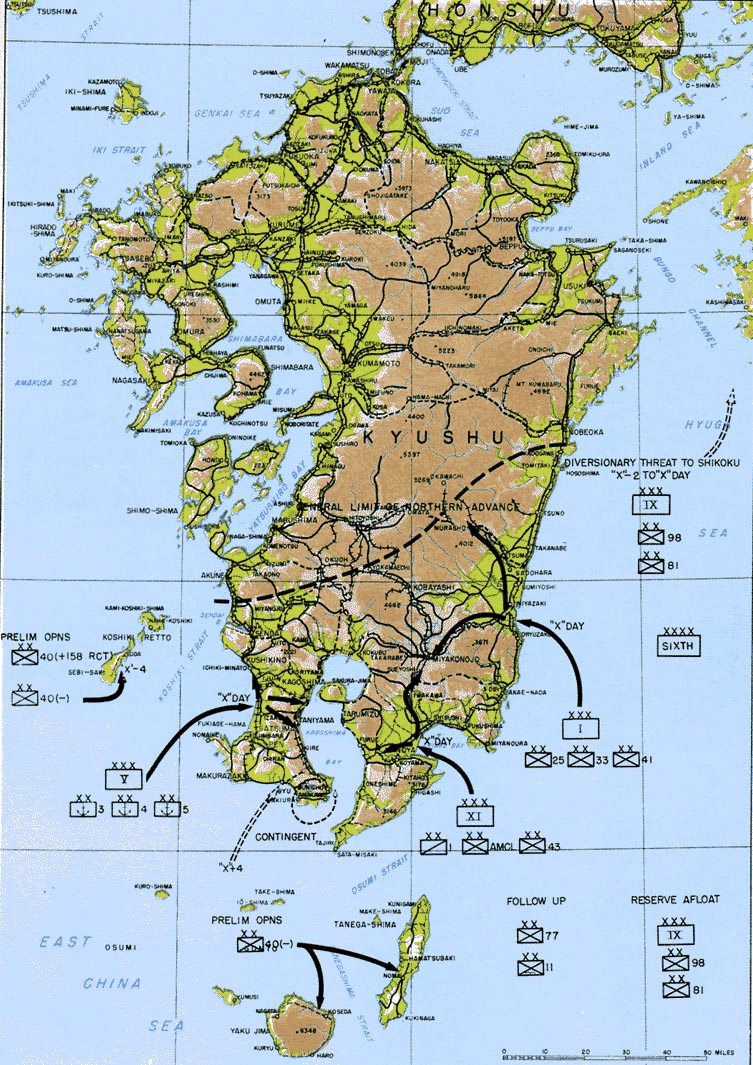
L'opération Olympic consistait en l'attaque de l'île de Kyūshū au sud du Japon.

L'opération Olympic, c'est-à-dire l'invasion de Kyūshū, était programmée pour commencer le « jour X », qui fut fixé au 1er novembre 1945. L'armada alliée rassemblée ce jour-là aurait été la plus grande jamais réunie, avec 42 porte-avions, 24 cuirassés et 400 destroyers et escorteurs. Quatorze divisions américaines devaient prendre part au premier débarquement. Ces forces, utilisant Okinawa comme base temporaire, auraient pour objectif de s'emparer de la partie sud de l'île de Kyūshū. Cette conquête aurait servi de point de départ à l'attaque de Honshū lors de l'opération Coronet.
L'opération Olympic comprenait aussi un plan de diversion, sous le nom d'opération Pastel (en). Pastel était conçu pour convaincre les Japonais que les généraux américains avaient rejeté l'idée d'une invasion directe du Japon, et qu'à la place ils essayeraient de l'encercler et de le bombarder. Cela aurait nécessité la capture de bases à Formose, le long de la côté chinoise, et en mer Jaune.
La 20e Army Air Force conservait son rôle principal : être la principale force de bombardement stratégique contre les îles principales japonaises. Durant les préparatifs de l'invasion, le soutien aérien serait assuré par les Far East Air Forces (FEAF) (Forces Aériennes d'Extrême-Orient), qui comprenaient la 5e, 13e et 7e USAAF. Les FEAF auraient pour mission de harceler les bases aériennes japonaises et leurs routes de transport sur Kyūshū et le Sud de Honshū (ex. : le tunnel de Kanmon), puis de gagner et de conserver la supériorité aérienne au-dessus des plages.
Avant le débarquement principal, les îles de Tanegashima, Yakushima et les Îles Koshikishima devaient être prises, à partir du jour X - 5. L'invasion d'Okinawa avait démontré l'importance d'établir des mouillages sûrs près du champ d'opération, que ce soit pour les bateaux non directement nécessaires au débarquement ou pour ceux endommagés lors d'attaques aériennes.
Kyūshū devait être envahie par la VIe armée US comprenant 450 000 hommes venant de Luçon à trois endroits : Miyazaki, Ariake et Kushikino. Si une horloge était dessinée sur une carte de Kyūshū, ces points correspondraient respectivement approximativement à 4 h, 5 h et 7 h. Les 35 plages de débarquement furent toutes nommées d'après des marques automobiles, d'Austin à Zephyr, en passant par Buick, Cadillac, Stutz, Winton, etc.. Avec un corps assigné à chaque débarquement, les stratèges prévoyaient un rapport de force de trois contre un en faveur des Américains. Début 1945, Miyazaki était virtuellement sans défense, alors qu'Ariake, avec son port important, était lourdement défendue. Bien que Kushiniko fût mal défendue, sa topographie impressionnante signifiait que les Marines qui y débarqueraient auraient la tâche la plus ardue.
Le but des Alliés n'était pas l'invasion de l'île entière, mais seulement de son tiers sud (indiqué par la ligne en pointillé sur la carte : limite nord de l'avancée). Kyūshū aurait offert un point de repli et une base aérienne avancée nécessaire au bon déroulement de l'opération Coronet.

#### Ordre de bataille pourOlympic(île de Kyu-Shu)
6e Armée des États-Unis. Général Walter Krueger (Kagoshima). 
- 1er Corps US (Innis P. Smith) (Miyazaki) : 95 000 hommes. 25e, 33e et 41e divisions d'infanterie.
- 11e Corps US (Charles P. Hall) (Ariake) : 113 000 hommes. Division Americal. 43e division d'infanterie. 1re division de cavalerie. 112e régiment de cavalerie.
- 5e Corps amphibie US (Harry Schmidt) (Kushikino) : 99 000 hommes. 3e, 4e et 5e divisions de marines.
- 9e Corps US (Charles W. Ryder) (Kochi) : 79 000 hommes. 81e et 98e divisions d'infanterie
- 40e division d'infanterie (Donald Myers) (Yakushima) : 22 000 hommes.
- 158e Regimental Combat Team (Hanford MacNider) (Tanegashima) : 7 600 hommes.
- 11e division aéroportée (Joseph M. Swing) (Réserve) : 15 000 hommes.
- Réserve d'armée : 77e division d'infanterie.

### Coronet

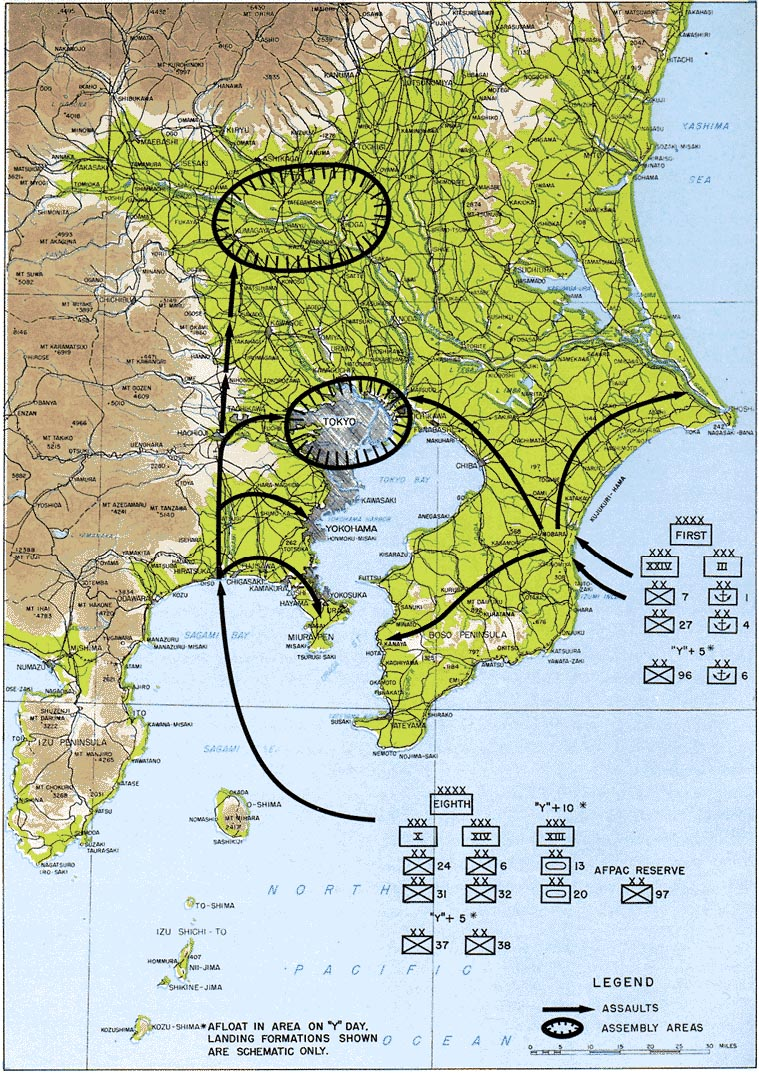
L'opération Coronet devait permettre la prise de Tokyo.

L'opération Coronet, l'invasion de Honshū par la plaine de Kantō, au sud de la capitale, était prévue pour débuter le « Jour Y », c'est-à-dire le 1er mars 1946. Cette opération aurait été la plus grande opération amphibie de tous les temps, avec 25 divisions, incluant la réserve (par comparaison, la bataille de Normandie impliquait 12 divisions dans le débarquement initial). La 1re Armée du général Courtney Hodges, transférée d'Europe, aurait envahi la plage de Kujūkuri, sur la péninsule de Bōsō, pendant que la 8e Armée du général Robert L. Eichelberger aurait envahi Hiratsuka, dans la baie de Sagami. Les deux armées auraient ensuite pris la direction du nord, pour effectuer leur jonction à Tokyo.

#### Ordre de bataille pourCoronet
- Ire Armée US. Général Courtney Hodges (Tokyo). 
  - 3e Corps amphibie US (Roy Geiger). : 1re, 2e et 6e divisions de marines.
  - 24e Corps US (John R. Hodge) : 7e, 26e et 96e divisions d'infanterie.
  - Réserve d'armée : 5e, 44e et 86e divisions d'infanterie.
- VIIIe Armée US. Général Robert L. Eichelberger (Yokohama). 
  - 10e Corps US (Franklin C. Sibert) : 24e, 31e et 37e divisions d'infanterie.
  - 13e Corps US (Alvan C. Gillem) : 13e et 20e divisions blindées.
  - 14e Corps US (Alexander M. Patch) : 6e, 32e et 38e divisions d'infanterie.
  - Réserve d'armée : 4e, 8e et 87e divisions d'infanterie.
  - Réserves: 97e division d'infanterie.
- Army Force Pacific Reserves. 
  - Corps I : 2e, 28e et 35e divisions d'infanterie.
  - Corps II : 91e, 95e et 104e divisions d'infanterie.
- British Commonwealth Force.
- Commonwealth Corps (Charles Keightley) : 3e division d'infanterie britannique, 6e division d'infanterie canadienne, 10e division australienne.

### Ordre de bataille naval et aérien

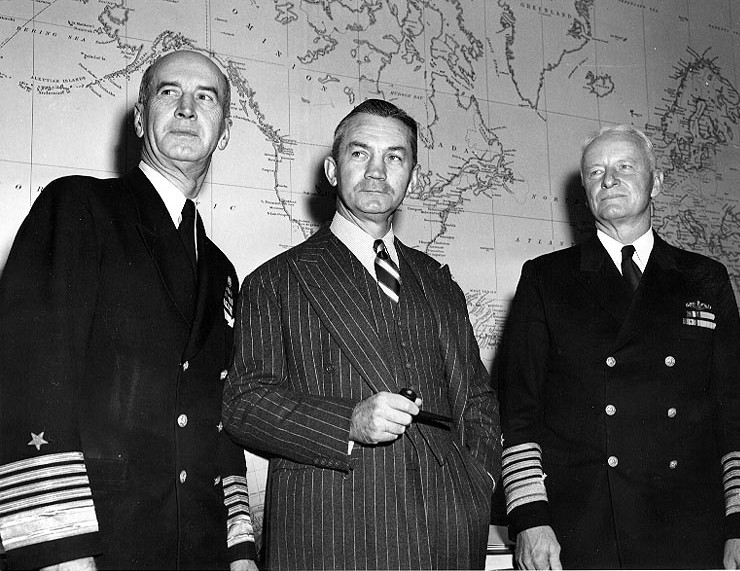
Le chef des opérations navales Ernest King, le secrétaire à la Marine des États-Unis James Forrestal, et l'amiral Chester W. Nimitz commandant la flotte du Pacifique.

Les 3e et 7e Flottes US, sous les commandements respectifs des amiraux William F. Halsey et Thomas C. Kinkaid, devaient diriger l'ensemble des opérations navales et de débarquement.
- Troisième flotte américaine : amiral William « Bull » Halsey : 20 porte-avions d'escadre, 9 cuirassés, 26 croiseurs, 75 destroyers d'escadre.
- Septième flotte américaine. Amiral Thomas C. Kinkaid : 36 porte-avions d'escorte, 11 cuirassés, 26 croiseurs, 387 destroyers d'escadre et d'escorte. 494 navires de transport d'assaut, 977 navires de débarquement amphibie (LCT, LSM et LSV).
- Commander Submarine Force Pacific Fleet (ComSubPac). Amiral Charles A. Lockwood : 392 sous-marins.

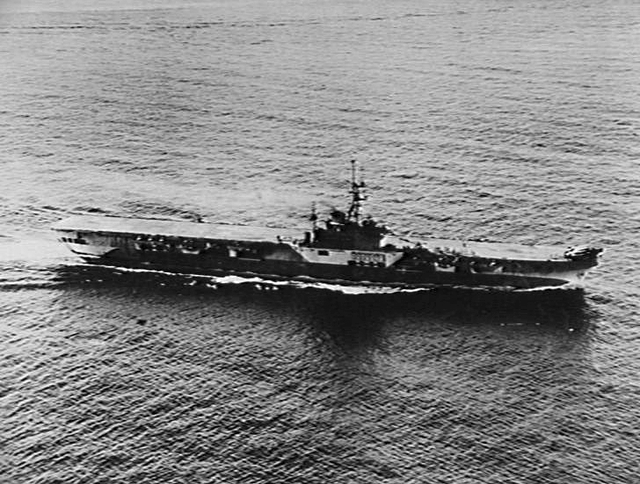
le HMS Colossus (R15) de la flotte britannique du Pacifique - futur Arromanches de la marine française - au large de Shanghai en septembre 1945.

- British Pacific Fleet (ou Task Force 37). Amiral Bruce Fraser Royal Navy : 16 porte-avions d'escadre, 4 cuirassés, 10 croiseurs, 40 destroyers, 29 sous-marins.
- Far East Air Force. Général George C. Kenney : 5e et 13e US Air Forces : 119 000 hommes.
- Strategic Air Force. Généraux Carl Spaatz et Curtis LeMay. 
  - 20th USAAF. Général Nathan Twinning : 1 082 B-29 Superfortress, 77 000 hommes.
  - 8th USAAF. Général James Doolittle.
  - British Tiger Force (détaché du RAF Bomber Command) : 580 Avro Lancaster et Consolidated B-24 Liberator.

Il était prévu l'utilisation massive du premier missile de croisière américain, le Republic-Ford JB-2 copié du V-1.

### Redéploiement
L'opération Olympic devait être organisée uniquement avec des unités déjà présentes dans le Pacifique, y compris la flotte britannique du Pacifique, une formation qui comprenait au moins une douzaine de porte-avions et quelques cuirassés de la Royal Navy. La Royal Australian Air Force ayant pris part à la campagne des Philippines (1944-1945), elle aurait augmenté de façon significative l'appui aérien des troupes américaines au Japon. Le seul redéploiement majeur effectué pour l'opération Olympic fut la Tiger Force, une unité du Commonwealth comprenant des bombardiers lourds à long rayon d'action. Elle était composée de 10 escadrons, programmés pour être transférés depuis le Royal Air Force Bomber Command en Europe jusqu'à des bases près d'Okinawa.
Si des renforts avaient été nécessaires pour Olympic, ils auraient pu venir des forces assemblées pour Coronet, ce qui aurait nécessité le redéploiement de nombreuses forces alliées depuis l'Europe, l'Asie du Sud, l'Australasie... Cela aurait inclus la 1re Armée américaine (15 divisions) et la 8e Air Force, qui étaient en Europe. Le redéploiement était rendu très compliqué par la démobilisation partielle de l'U.S. Army, qui réduisit drastiquement l'efficacité des divisions au combat en leur ôtant leurs hommes les plus expérimentés.
Selon l'historien américain John Ray Skates :

« [Initialement,] les stratèges américains n'ont aucunement envisagé la possibilité que des troupes alliées [non-américaines] puissent participer à l'invasion de la plaine du Kanto. Ils publièrent des plans d'action qui ne comprenaient que des troupes d'assaut et des unités de réserve américaines. [Cependant, alors que] les plans étaient peaufinés durant l'été 1945, les principales nations alliées ont offert leurs troupes, et un débat est ainsi né au plus haut niveau hiérarchique de l'opération, sur la taille, les missions, l'équipement et le support de ces contingents. »

Le gouvernement australien a demandé la participation d'unités de l'armée australienne à la première vague de l'opération Olympic, mais il a essuyé un rejet de la part du gouvernement américain. Après les négociations entre puissances alliées qui en ont découlé, il a été décidé qu'un Commonwealth Corps, à l'origine constitué de divisions d'infanterie australiennes, britanniques et canadiennes prendrait part à l'opération Coronet. Les renforts seraient venus de ces pays, ainsi que d'autres pays du Commonwealth. MacArthur rejeta l'éventualité d'y inclure une division de l'armée indienne, à cause des différences de langue, d'organisation, de composition, d'équipement, d'entraînement et de doctrine,.
De même, il recommanda que l'organisation soit celle d'un corps US, que seuls de l'équipement et de la logistique américains soient utilisés, et que soit organisé un entraînement de six mois sur le sol américain avant le déploiement ; ces suggestions furent acceptées. Un officier britannique, le lieutenant général Sir Charles Keightley, fut nommé à la tête du corps du Commonwealth. Le gouvernement australien remit en question la désignation d'un officier sans expérience du front japonais, et suggéra que le lieutenant général Leslie Morshead soit nommé à sa place. La guerre prit fin avant que ces détails ne soient réglés.

## OpérationKetsugō

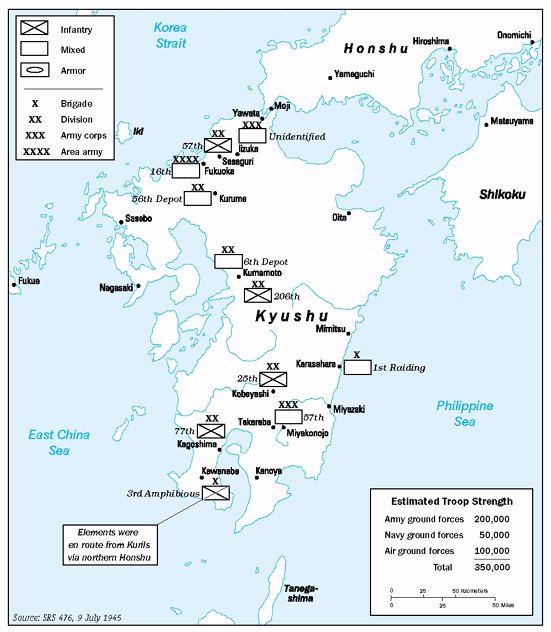
Estimation des forces japonaises en présence au 9 juillet 1945.

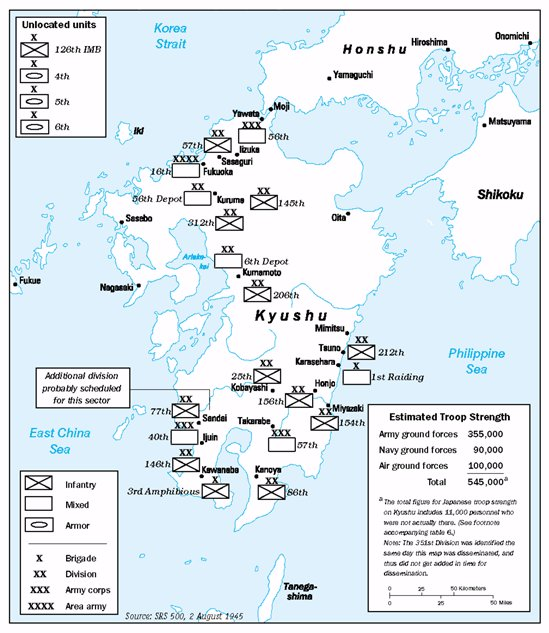
Estimation des forces japonaises en présence au 2 août 1945.

Pendant ce temps, les Japonais préparaient leur défense. À l'origine, ils pensaient devoir affronter une invasion directe à l'été 1945. Cependant, la bataille d'Okinawa dura si longtemps qu'ils en conclurent que les Alliés ne pourraient pas lancer d'autre opération avant la fin de la saison cyclonique, pendant laquelle les opérations amphibies seraient trop risquées à cause du mauvais temps. Les services de renseignements japonais avaient prévu avec un certain succès le lieu du débarquement : le sud de Kyūshū, vers Miyazaki, Ariake, et/ou la péninsule de Satsuma.
Alors que le Japon n'avait plus aucun espoir de victoire, ses dirigeants pensaient pouvoir rendre la conquête du Japon tellement coûteuse en vies humaines qu'ils arriveraient à conclure avec les Alliés un armistice plutôt que de subir une défaite totale. Le plan japonais pour enrayer l'invasion alliée prit le nom d'operation Ketsugō (決号作戦, ketsugō sakusen) (« Nom de code : décision »). Les Japonais avaient secrètement construit un quartier-général souterrain qui, en cas d'invasion, pourrait servir à protéger l'empereur et le personnel général impérial.

### Kamikaze

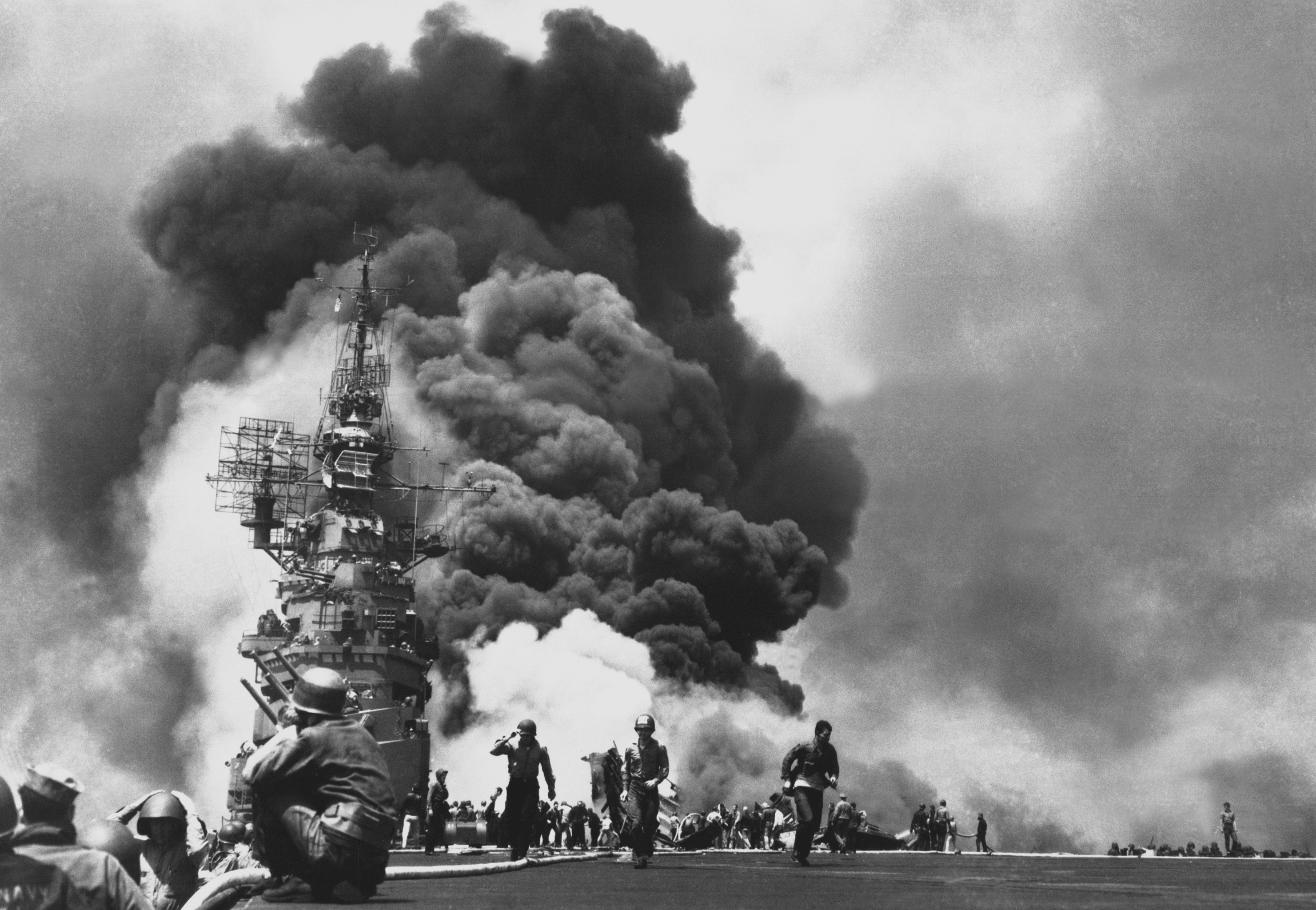
L’ venant d’être touché par deux kamikazes, le 11 mai 1945, au large de Kyūshū.

L'amiral Matome Ugaki fut rappelé au Japon en février 1945 et le commandement de la 5e flottille aérienne lui fut confié à Kyūshū. Celle-ci eut pour tâche de mener des attaques kamikazes contre les bateaux impliqués dans l'invasion d'Okinawa (opération Ten-Go) et commença à entraîner des pilotes et à rassembler des avions pour la défense de Kyūshū, où les Alliés étaient supposés débarquer.
La défense japonaise reposait en grande partie sur les avions kamikazes. En plus des chasseurs et des bombardiers, ils réassignèrent la majorité de leurs recrues à ce genre de missions, essayant ainsi de réussir par la quantité là où ils péchaient par la qualité. Leur armée possédait plus de 10 000 avions prêts à l'emploi en juillet (et en auraient eu bien plus en octobre), et la majorité devait être utilisés pour atteindre la flotte d'invasion. Ugaki supervisa en outre la construction de centaines de petits bateaux kamikazes qui auraient dû être utilisés contre tout navire allié s'approchant trop près des rivages du Kyūshū.
Un peu moins de 2 000 avions kamikazes furent lancés pendant la bataille d'Okinawa, avec un taux de réussite d'environ une attaque sur neuf. À Kyūshū, grâce aux circonstances avantageuses (comme le terrain qui réduisait l'avantage des radars américain), ils espéraient pouvoir monter ce ratio à 1⁄6 en submergeant les défenses américaines avec un grand nombre d'attaques en quelques heures. Les Japonais estimèrent que leurs avions pourraient couler plus de 400 bateaux ; de plus, comme les nouveaux pilotes étaient entraînés à cibler des transports plutôt que des croiseurs ou des destroyers, le nombre de victimes serait sans commune mesure avec celui d'Okinawa. Une des études estima que les kamikazes pourraient détruire entre un tiers et la moitié de la force d'invasion alliée avant qu'elle ne touche terre.

### Forces navales

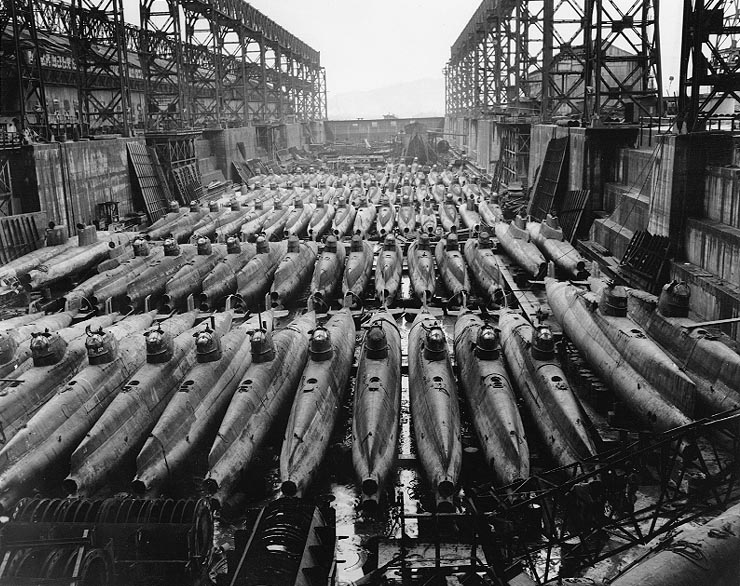
Photo prise dans une cale sèche à l'arsenal naval de Kure le 19 octobre 1945. Il y a au moins quatre-vingts sous-marins de poche de la marine impériale japonaise de quatre types différents dont une grande majorité est de la.

En août 1945, la Marine impériale japonaise avait cessé d'être une force combattante efficace. Les seuls navires de guerre japonais en état de se battre étaient six porte-avions, quatre croiseurs, et un cuirassé, aucun d'entre eux ne pouvant être convenablement ravitaillé. On comptait aussi quelques navires de plus petit tonnage, eux aussi handicapés par le manque de carburant. Ils auraient pu « tenir tête à une force de 20 destroyers et peut-être 40 sous-marins durant quelques jours ».
La marine disposait également d'environ 100 sous-marins de poche de classe Kōryū (de), de 250 sous-marins miniatures de classe Kairyū, de 1 000 torpilles humaines de type Kaiten, et de 800 bateaux-suicides Shin'yō.

### Forces au sol

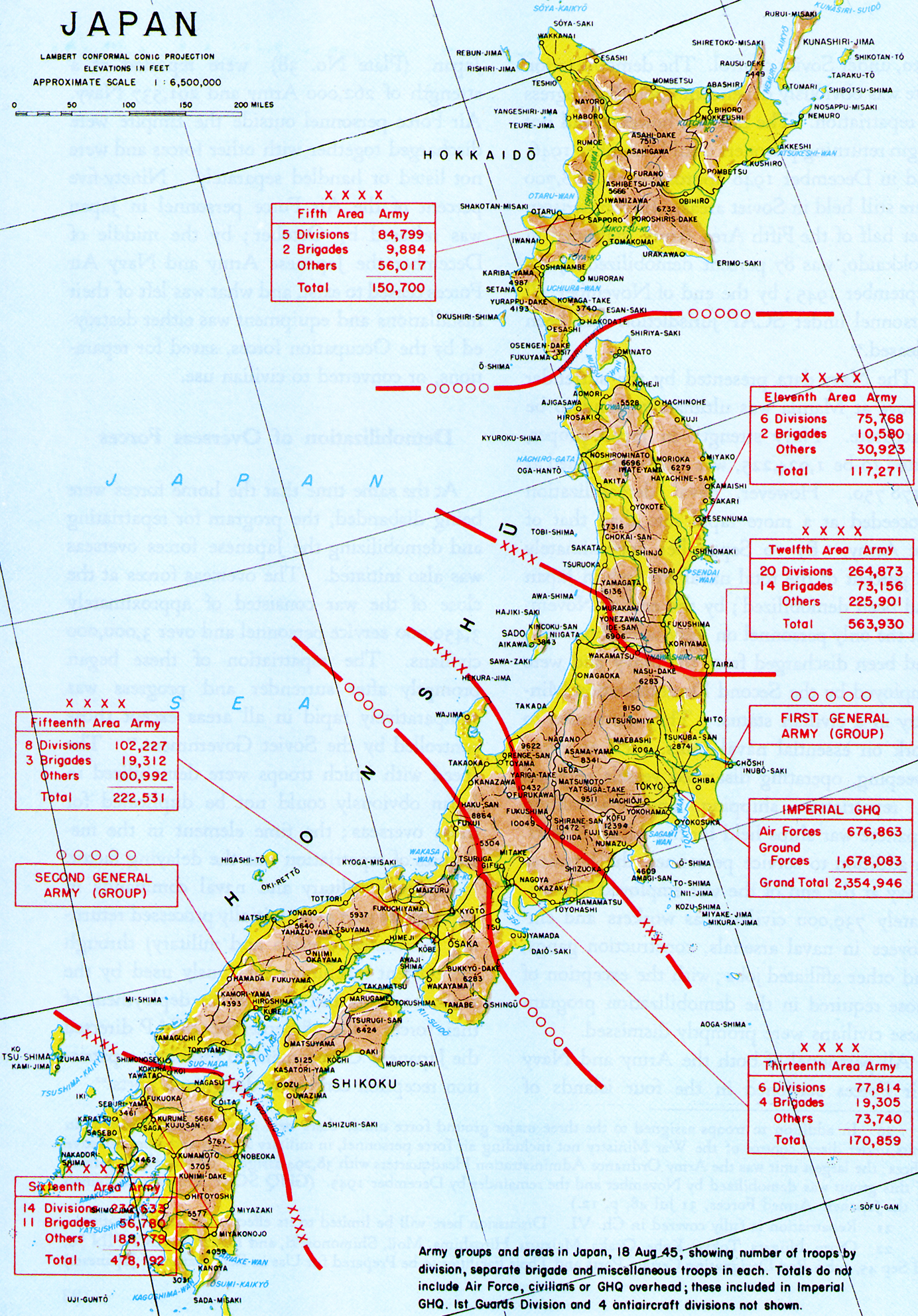
Disposition et effectifs des groupes d'armées de l'armée impériale japonaise sur l'archipel japonais après la capitulation de ce pays le 15 août 1945. Les forces aériennes et les effectifs des quartiers-généraux ne sont pas compris dans les chiffres.

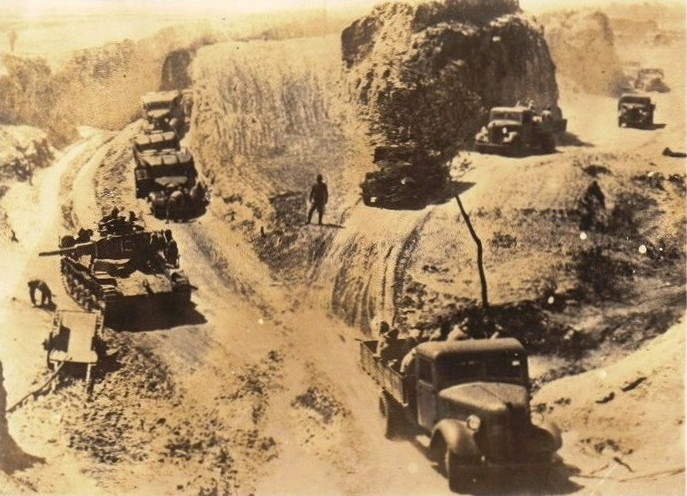
Des troupes de l'armée impériale japonaise lors de l'opération Ichi-Go en décembre 1944 en Chine.

Dans une opération amphibie, le défenseur a le choix entre deux tactiques : une défense acharnée des plages, ou une défense en profondeur. Au début de la guerre (comme à Tarawa), les Japonais ont préféré défendre leur plage lourdement, sans aucune troupe en réserve. Cette tactique est très vite apparue vulnérable aux bombardements côtiers précédant le débarquement. Plus tard durant la guerre, aux batailles de Peleliu, d'Iwo Jima et d'Okinawa, les Japonais changèrent de stratégie et retranchèrent leurs troupes dans un terrain plus propice. Le combat évolua alors vers de longues batailles d'attrition, entraînant de nombreuses pertes américaines mais ne laissant aucun espoir de victoire aux Japonais, submergés par un ennemi nombreux, très bien équipé et disposant de la suprématie aérienne.
Les états-majors japonais organisèrent la défense de Kyūshū d'une manière intermédiaire. Ils positionnèrent la majeure partie de leurs forces attribuées à la Deuxième armée générale 第2総軍 (Dai-ni Sōgun) comptant 700 723 hommes créée spécifiquement pour cette opération le 8 avril 1945 à partir de la dissolution du Commandement général de défense (防衛総司令部, Bōei Soshireibu) et dont le quartier-général se situait à Hiroshima sous le commandement de Shunroku Hata à plusieurs kilomètres du rivage, assez loin pour n'être pas exposée aux tirs de l'artillerie navale mais assez près pour que les Américains ne puissent pas établir de tête de pont sur la plage avant l'engagement. Les forces prévues pour la contre-offensive restaient un peu plus en arrière des lignes, prêtes à apporter un soutien là où cela aurait été nécessaire. La défense de la région du Kanto étant confiée à la Première armée générale 第1総軍 (日本軍) (Dai-ichi Sōgun) créée à la même date d'un effectif de 852 060 hommes.
En mars 1945, Kyūshū n'était défendue que par une seule division. Au cours des quatre mois suivants, l'Armée impériale transféra des forces depuis la Manchourie, la Corée, et le nord du Japon tout en recrutant de nouvelles forces sur place. Vers le mois d'août, quatorze divisions et quelques autres formations moins nombreuses, y compris onze brigades dont trois blindées soit un total de 900 000 hommes, étaient présentes sur l'île. Bien que les Japonais aient été capables de recruter de nombreux soldats, les équiper était autre chose. En août, l'Armée japonaise disposait de l'équivalent de 65 divisions sur son sol mais n'avait de quoi en équiper que 40, et de munitions que pour 30 jours seulement.

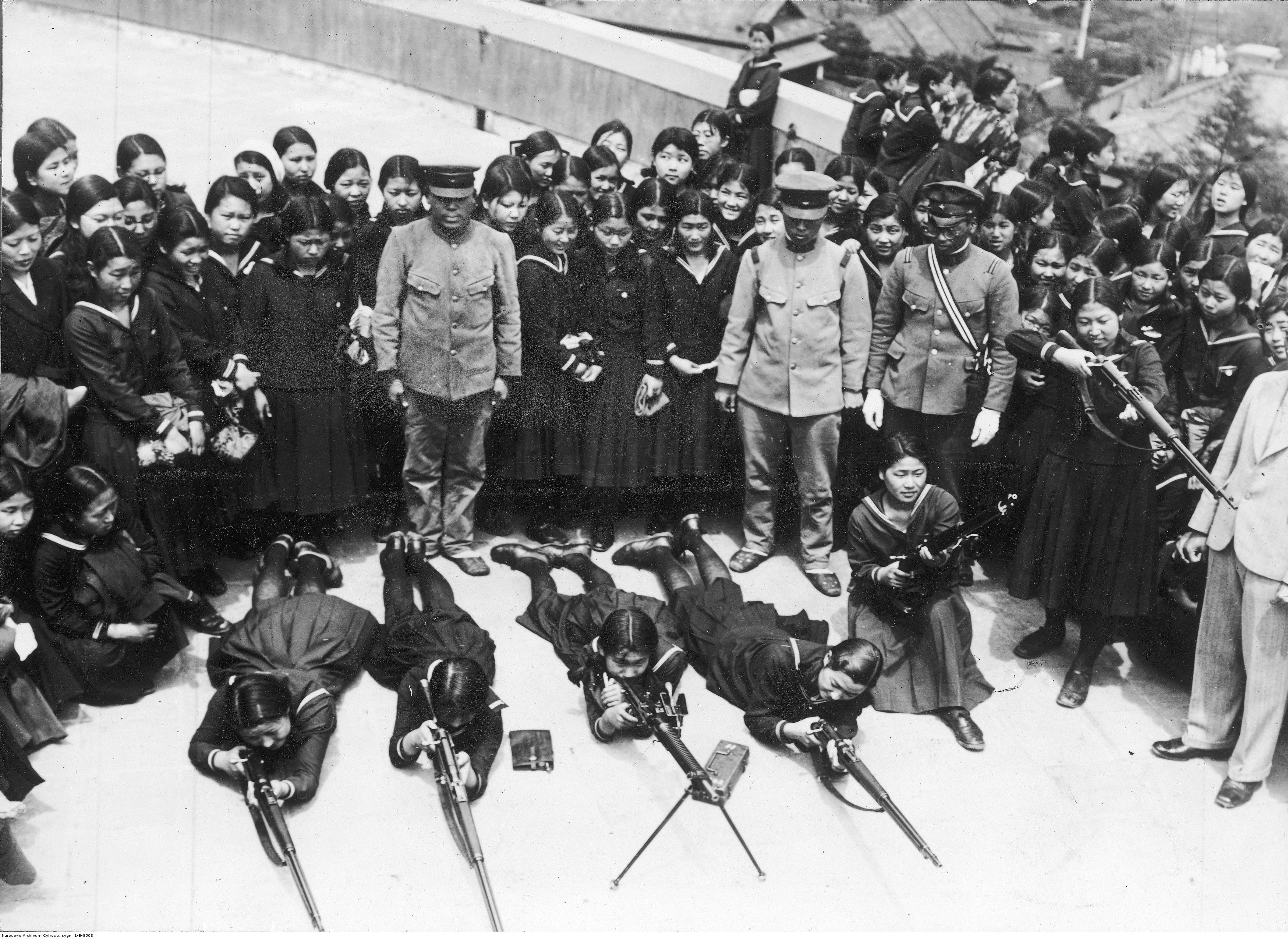
Exercices avec des étudiantes, à Tokorozawa.

Officiellement, les Japonais ne décidèrent pas de tout miser sur l'issue de la bataille de Kyūshū mais ils y accumulèrent tant de troupes et de matériel qu'il n'en restait que très peu en réserve. Selon certaines estimations, les forces sur Kyūshū utilisaient 40 % des munitions totales allouées aux troupes basées sur les îles mères.
Les Japonais levèrent en outre les corps combattants des citoyens patriotiques - 国民義勇戦闘隊, Kokumin Giyū Sentōtai - qui comprenaient tous les hommes de 15 à 60 ans et les femmes de 17 à 40 ans en bonne santé soit 28 millions de personnes en réserve, puis en première ligne. Les armes, les uniformes et l'entraînement faisaient généralement défaut : certains hommes étaient armés de mousquets, d'arcs ou de lances en bambou ; néanmoins, il était attendu d'eux qu'ils fassent ce qu'ils avaient à faire avec ce qu'ils avaient, :
« À une jeune lycéenne mobilisée, Yukiko Kasai, on donna une alêne : “Même si vous ne tuez qu'un soldat américain cela fera l'affaire. Il vous suffit de viser l'abdomen”. »
Lors de la capitulation du Japon, l'ensemble des forces armées impériales comprenait alors 6 983 000 militaires dont 5 525 000 dans l'armée de terre regroupés en 154 divisions et 136 brigades, la Marine impériale disposait de 20 unités navales majeures. 3 532 000 militaires étaient stationnés dans l'archipel japonais, le reste outre-mer.

## Réévaluation alliée d’Olympic

### Menace aérienne
Les services de renseignement américains estimèrent tout d'abord le nombre d'appareils japonais à environ 2 500. L'expérience d'Okinawa avait mal tourné (environ deux morts et un nombre égal de blessés par sortie et Kyūshū promettait d'être bien pire). En effet, pour attaquer la flotte américaine près d'Okinawa, les appareils japonais devaient parcourir de longues distances au-dessus des flots ; pour attaquer la flotte près de Kyūshū, ils pouvaient voler au-dessus des terres jusqu'à atteindre la zone de combat. Petit à petit, les services de renseignement apprirent que les Japonais consacraient toute leur aviation aux missions kamikaze et prenaient des mesures efficaces pour les conserver jusqu'à la bataille. Une estimation de l'Army prêtait aux Japonais 3 391 avions en mai, 4 862 en juin, et 5 911 en août. Une estimation de la Navy, ne faisant pas la distinction entre les appareils d'entraînement et ceux de combat, annonçait 8 750 avions en juillet et 10 290 avions en août.
Les Alliés firent des préparatifs pour contrer les attaques kamikazes, et mirent en place la big blue blanket. Cela impliquait plus d'escadrons de chasseurs sur les porte-avions à la place des bombardiers-torpilleurs et bombardiers en piqué et nécessitait de convertir des B-17 en radars volants (un peu comme l'AWACS de nos jours). Nimitz proposa un plan pour manœuvre de diversion. Il prévoyait l'envoi d'une flotte vers les plages de débarquement une quinzaine de jours avant le vrai débarquement, pour leurrer les Japonais et leurs vols à aller simple, qui trouveraient, à la place d'une flotte d'invasion, des bateaux armés de la proue à la poupe de batteries antiaériennes.
La principale ligne de défense contre les attaques aériennes japonaises aurait été le grand nombre d'appareils qui étaient en cours de rassemblement aux îles Ryūkyū. En effet, les 5th USAAF et 7th USAAF, ainsi que des unités aériennes de la Marine américaine s'étaient déplacées vers ces îles immédiatement après leur invasion et les forces aériennes qui y étaient basées n'ont fait que croître en vue de l'assaut final sur le Japon. Dans cette perspective, une campagne aérienne visant les aéroports japonais et les couloirs de transport avait commencé bien avant la capitulation japonaise.

### Menace au sol
D'avril à juin, les services secrets alliés ont suivi le regroupement des forces terrestres japonaises, notamment les cinq divisions rassemblées sur Kyūshū, avec un grand intérêt, mais un peu de complaisance. Ils tablaient sur un total de 350 000 soldats sur cette île en novembre. Mais cela changea en juillet, avec la découverte de quatre nouvelles divisions, et d'autres à venir. Vers le mois d'août, le compte en était à 600 000, et Magic avait identifié neuf divisions au Sud de Kyūshū (trois fois plus que le nombre prévu). Néanmoins, cela restait une sous-estimation assez sérieuse des forces japonaises. Début juillet, les estimations se montaient à 350 000 soldats et jusqu'à 454 000 début août.

« À la mi-juillet, les révélations des services secrets sur les préparations japonaises sur Kyushu ont créé une onde de choc tant dans le Pacifique qu'à Washington. Le 29 juillet, [le chef des services secrets de MacArthur, le major-général Charles A.] Willoughby nota que les estimations du mois d'avril donnaient aux Japonais la capacité de déployer six divisions sur Kyushu avec le potentiel d'en déployer dix. “Ces [six] divisions ont depuis fait leur apparition, comme prévu,” observa-t-il, “et on n'en voit pas la fin.” Si rien n'est fait, cela menace “de continuer au point que lors de l'attaque, il y aura un ratio de un contre un, ce qui n'est pas une bonne recette pour la victoire. »

La formation des troupes japonaises sur Kyūshū conduisit les stratèges américains, et surtout le général George Marshall, à envisager d'apporter des changements drastiques à Olympic ou de le remplacer par un plan d'invasion différent.

### Armes chimiques et bactériologiques
À cause de ses vents imprévisibles et de nombreux autres facteurs, le Japon restait particulièrement vulnérable aux attaques au gaz. De telles attaques neutraliseraient la tactique japonaise utilisant des grottes comme point d'appui (mais dont le confinement rendait les occupants très vulnérables aux gaz de combat).
Bien que la guerre chimique ait été déclarée illégale par le Protocole de Genève, ni les États-Unis ni le Japon n'étaient signataires de celui-ci à cette époque. Alors que les États-Unis avaient promis de ne jamais commencer une guerre chimique, le Japon avait déjà utilisé de telles moyens contre la Chine plus tôt dans la guerre.

« La peur des représailles japonaises [à une utilisation d'armes chimiques par les États-Unis] avait diminué parce que, vers la fin de la guerre, la capacité du Japon à envoyer du gaz par les airs ou grâce à des canons à longue portée avait entièrement disparu. En 1944, Ultra révéla que les Japonais doutaient de pouvoir se venger de l'utilisation des gaz par les États-Unis. Les commandants furent avertis que "toutes les précautions devaient être prises afin de ne pas donner de prétexte à l'utilisation du gaz par l'ennemi". Les dirigeants japonais avaient si peur qu'ils décidèrent d'ignorer l'usage tactique isolé des gaz dans les îles japonaises par les forces américaines car ils craignaient l'escalade. »

Concernant les armes biologiques, le Japon fut un précurseur dans ce domaine avec entre autres l'unité 731. Elles auraient été utilisées dans un ultime sursaut pour la défense du Japon en frappant le territoire des États-Unis en utilisant comme vecteur le projet Fugo, hypothèse relevant toutefois de la spéculation.

### Armes nucléaires
Sur les ordres de Marshall, le major général John E. Hull (en) étudia l'utilisation tactique d'armes nucléaires pour l'invasion du Japon (même après le largage stratégique de deux bombes atomiques sur le Japon, Marshall ne pensait pas que les Japonais allaient capituler immédiatement). Le colonel Lyle E. Seeman rapporta qu'au moins sept bombes pourraient être disponibles le jour J et qu'elles pourraient être larguées sur les défenseurs. Seeman conseilla qu'aucun soldat américain n'entre dans la zone d'impact d'une bombe pendant « au moins 48 heures » ; le risque de retombée radioactive n'était pas encore bien compris à cette époque, et ce délai si court aurait provoqué une irradiation non négligeable des troupes américaines.

### Cibles alternatives
Les stratèges du Comité des chefs d’États-majors interarmées, se rendant compte à quel point les Japonais avaient concentré leurs troupes sur Kyūshū aux dépens du reste du Japon, envisagèrent d'autres lieux de débarquement dont l'île de Shikoku, le nord du Honshū (à Sendai ou à Ominato). Il envisagèrent même d'omettre la phase d'invasion préliminaire en allant directement à Tokyo. Attaquer le nord du Honshu aurait permis de rencontrer une défense plus faible mais en contrepartie il aurait fallu abandonner toute idée de support aérien (à part les B-29) depuis Okinawa.

### Perspectives d’Olympic
Le général Douglas MacArthur exclut toute idée de changement à ses plans : « Je suis certain que le potentiel aérien japonais que l'on vous a décrit comme s'accumulant pour contrer l'opération Olympic est grandement exagéré. […] Tout comme le mouvement des troupes au sol […]. Je n'apporte aucun crédit […] aux importantes forces que l'on vous a signalées dans le sud de Kyushu. […] Selon moi, l'idée du moindre changement à l'opération Olympic ne devrait même pas germer. » Cependant, l'amiral Ernest King, commandant en chef des opérations navales, était prêt à s'opposer officiellement à l'invasion avec l'accord de l'amiral Nimitz. Cela aurait provoqué un conflit majeur au sein du gouvernement des États-Unis.

« À ce moment, la relation-clé était celle entre Marshall et Truman. Il y a de fortes présomptions qui font penser que Marshall restait convaincu d'une invasion au plus tard le 15 août. […] Mais la seule chose qui pouvait tempérer l'investissement personnel de Marshall dans l'invasion aurait été sa compréhension du fait qu'une sanction civile en général, venant de Truman en particulier, ne valait pas une invasion coûteuse pour laquelle plus aucun consensus n'existait parmi les forces armées. »

À l'insu des Américains, les Soviétiques préparaient la suite de leur capture de Sakhaline et des îles Kouriles avec une invasion, avant la fin du mois d'août, de l'île d'Hokkaidō peu défendue. Cela aurait poussé les Alliés à tenter quelque chose avant le mois de novembre. Le 15 août, la capitulation des Japonais rendit caduc ce genre de spéculation,.

### Conditions météorologiques compromettant les opérations
Si les opérations avaient été lancées comme prévu au début de l'automne 1945, elles auraient rencontré des conditions météorologiques extrêmement défavorables et auraient dû être reportées. Le 9 octobre 1945, un typhon avec des vents de 225 km/h toucha la zone de transit américain à Okinawa qui aurait été utilisée à ce moment-là. Les analystes américains ont signalé que la tempête aurait causé un report pouvant être de 45 jours à l'invasion de Kyushu et par conséquent l'invasion de Honshu aurait alors été repoussée à la mi-avril 1946. Le 4 avril 1946, un autre typhon a fait rage dans le Pacifique occidental, des Philippines à Formose, au moment où les troupes et le matériel, dont un port Mulberry, auraient été en cours de transit.

## Pertes estimées
Du fait que les stratèges américains supposaient que « les opérations dans cette zone seraient confrontées non seulement à l’armée impériale japonaise, mais aussi à une population fanatiquement hostile », des pertes importantes furent considérées comme inévitables mais personne ne pouvait prévoir à quel point. Quelques estimations furent réalisées mais elles variaient grandement en nombre, hypothèses de base et selon les buts des opérations (soutien ou opposition à l'invasion). Ces estimations furent utilisées a posteriori lors du débat sur les bombardements d'Hiroshima et de Nagasaki.
L'estimation du nombre de victimes fut basée sur les leçons tirées des précédentes campagnes :
- dans une étude faite par le Commandement suprême en avril, les chiffres de 7,45 victimes et 1,78 mort pour 1 000 hommes par jour furent avancés. Cela impliquait qu'une campagne Olympic de 90 jours coûterait 456 000 victimes, dont 109 000 morts ou disparus. Si Coronet ajoutait 90 jours de combat, les coûts totaux s'élèveraient à 1 200 000 victimes, dont 267 000 morts[43] ;
- une étude réalisée par l'état-major de l'amiral Nimitz en mai estima le nombre de victimes à 49 000 lors des 30 premiers jours, dont 3 000 en mer[44]. Auparavant, en avril 1945, Nimitz nota qu'il y aurait un déficit prévisible de quelque 36 000 lits d'hôpital, même en comptant tout ce qui était disponible dans le Pacifique[45] ;
- une étude réalisée par l'état-major du général MacArthur en juin estima le nombre de victimes à 23 000 après les 30 premiers jours et à 125 000 après les 120 premiers jours[46]. Quand ces chiffres furent remis en cause par le général Marshall, MacArthur soumit une estimation révisée de 105 000 morts obtenue en partie en déduisant les hommes blessés aptes à retourner au combat[47] ;
- lors d'une rencontre avec le président Truman le 18 juin, Marshall, faisant référence à la bataille de Luçon comme meilleur modèle pour Olympic, émit l'idée que les Américains auraient à déplorer 31 000 victimes durant les 30 premiers jours (et au bout du compte 20 % des pertes japonaises, c'est-à-dire un total de 70 000 victimes)[48]. L'amiral Leahy, plus impressionné par la bataille d'Okinawa, pensait que les forces américaines subiraient un taux de perte de 35 %, c'est-à-dire 268 000 victimes[49]. L'amiral King opta pour un nombre de victimes compris entre celui de Luçon et celui d'Okinawa, c'est-à-dire entre 31 000 et 41 000)[49].

De ces estimations, seule celle de Nimitz incluait les pertes en mer, reprenant le taux de pertes moyen de 1,78 mort américain par kamikaze engagé lors de la bataille d'Okinawa, et que les transports de troupes vers Kyūshū auraient été bien plus exposés.
Une étude réalisée pour le secrétaire à la Guerre des États-Unis Henry Stimson par William Shockley estima que la conquête du Japon coûterait de 1,7 à 4 millions de victimes américaines, dont 400 000 à 800 000 morts, et 5 à 10 millions de morts côté japonais. L'argument de base était la participation à grande échelle des civils dans la défense du Japon.
En-dehors du gouvernement, des civils bien informés firent eux aussi des estimations. Kyle Palmer, correspondant de guerre pour le Los Angeles Times, prédit que plus d'un demi-million d'Américains mourraient avant la fin de la guerre. Herbert Hoover, dans des mémorandums soumis à Truman et Stimson, prédit lui aussi de 500 000 à 1 000 000 morts (et ces estimations étaient considérées comme « prudentes ») mais on ne sait pas si Hoover a discuté de ces chiffres-là dans ses rencontres avec Truman. Les chefs de la division des opérations armées les qualifièrent de « bien trop élevées » pour « notre actuel plan de campagne. »
La bataille d'Okinawa, dernière bataille rangée contre le Japon, fit 72 000 victimes en 82 jours, dont 18 900 tués ou disparus, ce chiffre excluant quelques milliers de blessés qui moururent après la bataille des suites de leurs blessures. L'île d'Okinawa fait 464 miles carrés, soit 1 202 km2 : la prendre avait donc coûté 40,7 soldats (tués ou disparus) pour chaque mile carré (soit 15,7 tués ou disparus par km2). Si le taux des pertes américaines durant l'invasion du Japon n'avait été que de 5 % par mile carré comme à Okinawa, les États-Unis auraient quand même perdu 297 000 soldats (tués ou portés disparus).
Environ 500 000 médailles Purple Heart ont été fabriquées en prévision du nombre de victimes de l'invasion du Japon. La totalité des pertes militaires américaines depuis la fin de la Seconde Guerre mondiale (incluant la guerre de Corée et la guerre du Viêt Nam) n'a toujours pas excédé ce nombre. En 2003, il restait encore 120 000 de ces médailles en stock. Il en reste tellement à cette date que les unités au combat en Irak et en Afghanistan en disposent encore suffisamment pour en décerner immédiatement aux soldats tombés sur le champ de bataille,,.

## Culture populaire
Cette opération a été reprise par divers jeux de guerre et des uchronies :
- La Montagne de feu, Alfred Coppel, 1984
- (en) Robert Conroy, 1945 : A Novel, Ballantine Books, 29 mai 2007, 432 p. (ISBN 978-0-345-49479-5)